# Antho paucispina
Antho paucispina är en svampdjursart som beskrevs av Sarà och Siribelli 1962. Antho paucispina ingår i släktet Antho och familjen Microcionidae.
Artens utbredningsområde är Italien. Inga underarter finns listade i Catalogue of Life.